# Пасічна (Івано-Франківськ)
Пасічна — один з найбільших мікрорайонів Івано-Франківська, розташований у західній частині міста на теренах колишнього приміського села.
Єдиний район міста, розташований на лівому березі річки Бистриці-Солотвинської. На півдні межує із селом Загвіздя, на заході — КСП «Авангард» та із територією держлісфонду і на сході с. Клузів та півночі — та с. Угринів.

## Історія

### Передміське село
Раніше тут було село Пасічна, засноване у 1394 році.
Згадується 1 січня 1457 року в книгах галицького суду. Орендарем чи посідачем села (також Загвіздя) був, зокрема, Миколай Карнковський з Медухи.
У податковому реєстрі 1515 року в селі документується 2 лани (близько 50 га) оброблюваної землі.
Після окупації Західноукраїнської Народної Республіки поляками в 1919 році в селі був осередок ґміни Пасєчна та постерунку поліції.
1934 року в селі Пасічна спорудили будинок початкової школи (тепер вулиця Нечуя-Левицького, 19).
За даними облуправління МГБ у 1949 р. в Станіславському районі підпілля ОУН найактивнішим було в селах Ямниця, Підпечери, Загвіздя, Пациків і Рибне.
Тепер вулиця Галицька простягається до перехрестя доріг, що ведуть на Калуш і Галич. Майже в її кінці бачимо скромну сільську церкву, що була споруджена в 1870—1880 рр. У 1946 р. (за іншою версією десь у 60-х рр.) у зв'язку з насильницькою ліквідацією УГКЦ (українська греко-католицька церква) її закрили й перетворили на склад реквізитів Івано-Франківського театру ім. І. Франка. В 1988 р. церкву знову відкрили, а її парафіяни за короткий час відновили її, спорудили дзвіницю і капличку. На парафії у 1914—1939 рр. проживав Микола Бориславський (1887—1964), великий книголюб, який допомагав здібнішим сільським дітям навчатися в українській гімназії. У 1946 р. його заарештували енкаведисти. Після 10-річної каторги він мешкав у Дрогобичі, де й помер. 21 вересня 1993 р. урочисто посвячено капицю, споруджену за проектом архітектора С. Синька з прекрасними розписами художника М. Греська. А перед автостанцією — сільське кладовище, де можна побачити скромну могилу українського письменник Костянтина Бобикевича (1855—1884), автора оповідань з життя студентів — «Клопоти „скінченого“ академіка», «На обзоринах» і повісті «Жертва панського весілля».
Обов'язково вклоніться пам'яті жертв сталінських репресій 1939—1941 років, закатованих в урочищі Дем'яновому лазі. Влітку 1989 р. розпочалися розкопки цієї страшної гори нашої Скорботи. Тут розкопали 422 жертви енкаведистів. Це місце історик І. Андрухів, колишній перший секретар Тисменицького райкому КПУ, назвав «Станиславівськими Куропатами» і місцем «великого відстрілу». 29 жовтня 1989 р. в урочистій обстановці за участі єпископів УГКЦ Павла Василика та Іринея Білика відбулося перепоховання невинних жертв більшовицького терору. Серед них ідентифіковано тіло сотника УСС Г. Голинського, яке перепоховали в Делятині. Пізніше в Дем'яновому лазі були перепоховані тлінні останки 19-ти священиків і студентів духовної семінарії, розстріляних у селі Посічі. Хрест і терновий вінок завжди будуть нагадувати про невинні жертви сталінізму.

### У складі Івано-Франківська
У 1958 році село приєднане до міста. У 1971 р. почалося будівництво великого хімічного підприємства — заводу тонкого органічного синтезу недалеко від Івано-Франківська, в районі села Тязева. Одночасно з виробничими корпусами зводилися і житло для його працівників за Бистрицею,— в колишньому селі Пасічній, яке все ще зберігало сільський характер забудови. Майже все колишнє село тоді концентрувалося ліворуч від шосе на Галич, а праворуч від нього були сільські городи і рілля. Перші висотні, дев'ятиповерхові будинки спорудили для працівників заводу ТОС на вул. Галицькій. Далі забудова пішла вглиб мікрорайону, праворуч від згаданої вулиці. В кінці 1970-х — на початку 1980-х рр. тут виникли нові вулиці та багатоповерхові житлові квартали. У 1985—1990 рр. по вул. Ю. Федьковича німецькі будівельники збудували чудовий комплекс обласної лікарні, що за тодішньою традицією була названа лікарнею «Дружби народів СРСР і НДР». Вона привертає увагу акуратністю виконання і професійною доцільністю та функціональністю.

## Загальна характеристика мікрорайону
Пасічна — великий, як для міста, житловий масив. Тут знаходиться потужне приладобудівне підприємство ВО «Карпати».
З центральною частиною Івано-Франківська та іншими його районами, де знаходиться основна частина підприємств та місця рекреації район зв'язаний лише однією магістральною вулицею Галицькою, яка проходить мостом через річку Бистрицю Солотвинську. В північному напрямку вулиця Галицька виходить до промислового вузла «Ямницький», що знаходиться поза межами міста, і далі — на Львів.
Житлова забудова представлена здебільшого багатоповерховими будинками мікрорайонів № 1 та № 3, що розташовані по обидва боки вулиці Тролейбусної, та окремими кварталами на південь від вулиці Галицької на території колишнього села Пасічна. Тут знаходяться незначні території старої та нової садибної забудови з присадибними невеликими ділянками (переважно площею меншою за 0,1 га). В західній частині розташовані дачі. В південному напрямку вулиця Пасічна зв'язує район із с. Загвіздя. Район забезпечений закладами первинного (мінімально необхідного) рівня обслуговування та незначною кількістю інших.

## Перспективи розвитку району

### Планування забудови
Згідно із генеральним планом міста передбачено багатоквартирне будівництво в Пасічній на таких територіях, як за рахунок реконструкції, так і за рахунок освоєння вільних територій:
- за рахунок реконструкції ділянки вздовж вулиці Галицької, з обох боків на відрізку від мосту через річку Бистрицю — Солотвинську до перетину з вулицями Тролейбусною та Пасічною, і далі до існуючої забудови.
- на вільних майданчиках в районі вулиць Тролейбусної та Хіміків; з південної сторони Калуського шосе; в с. Угринів.

Розміщення нового садибного будівництва намічено вздовж Калуського шосе та на території села Загвіздя.

### Ботанічний сад
З часом планується створити Ботанічний сад площею 100 га в районі колишнього села Пасічна, на території, що донедавна знаходилась у приватному користуванні під городи. Територія ботанічного саду буде включає в себе: зона входу; зона партерних садів; рекреаційно-спортивна зона; зона дендрологічних експозицій; зона меморіальних садів; експозиційна зона тематичних садів; науково-дослідна зона; звіринець.
3 Церкви, Другий центр Франківська

## Галерея

Пам'ятник жителям села Пасічної, які загинули за волю України
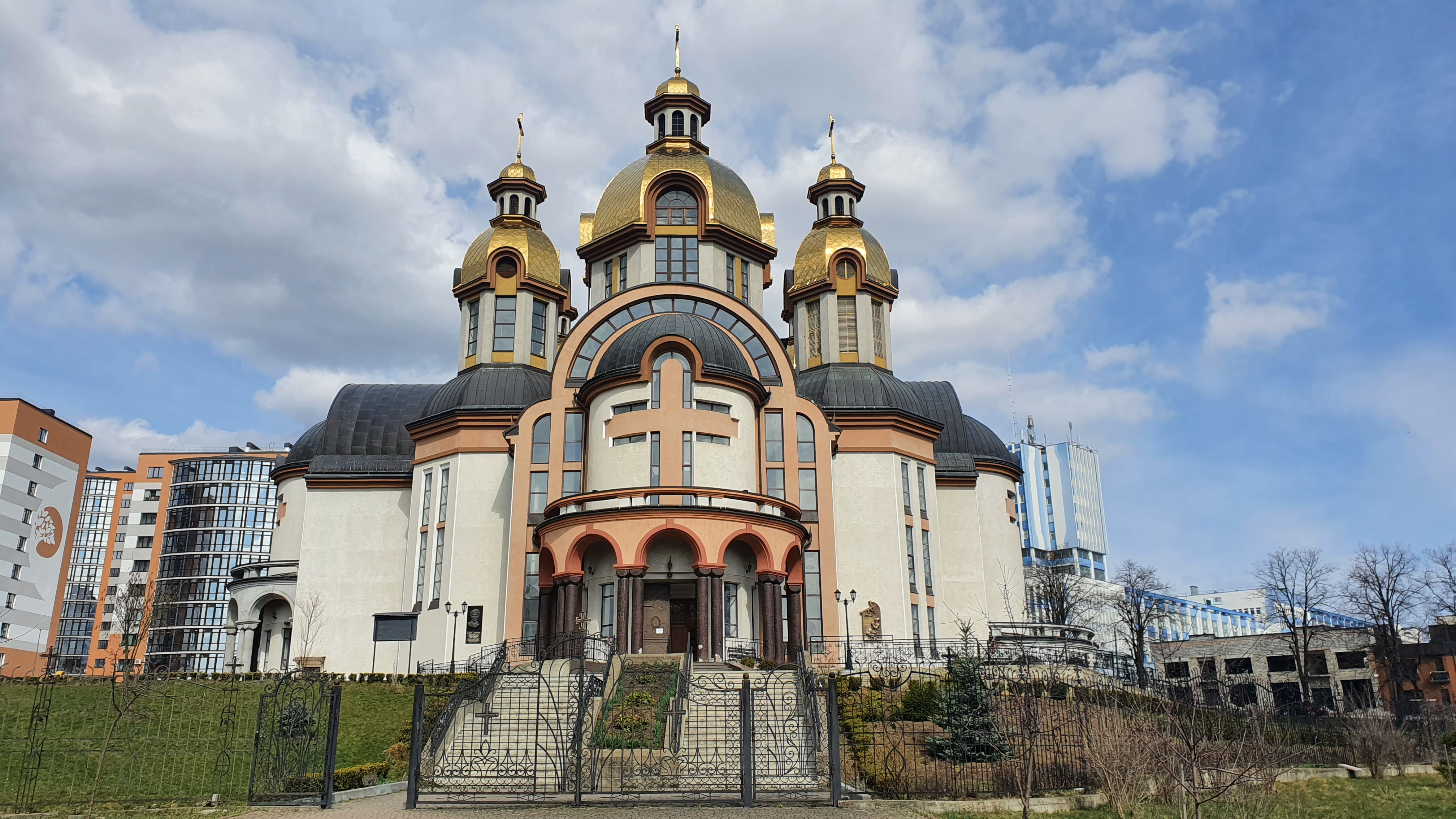
Собор Преображення Господнього
Церква Святого Великомученика Дмитрія
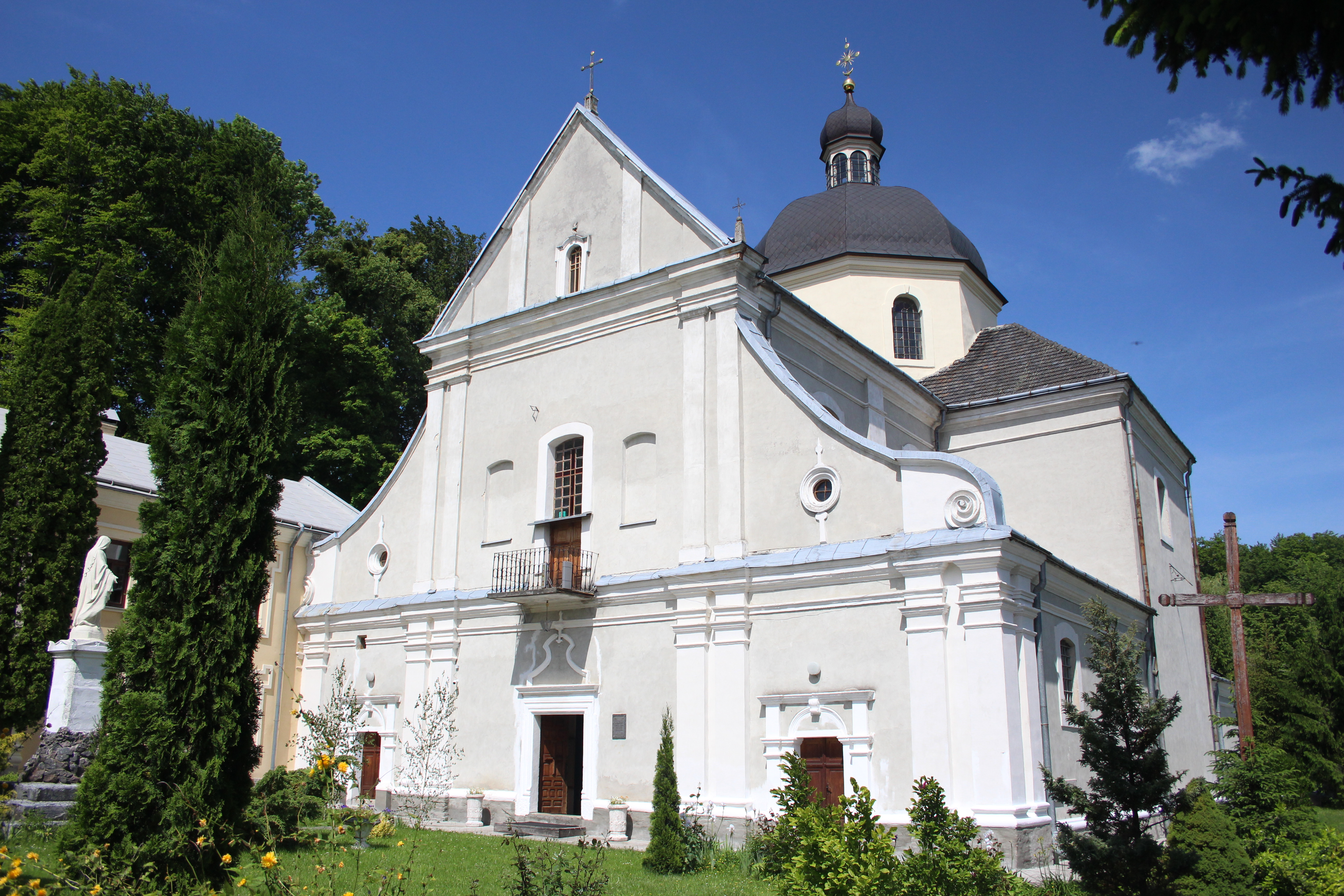
Церква Благовіщення Пресвятої Богородиці
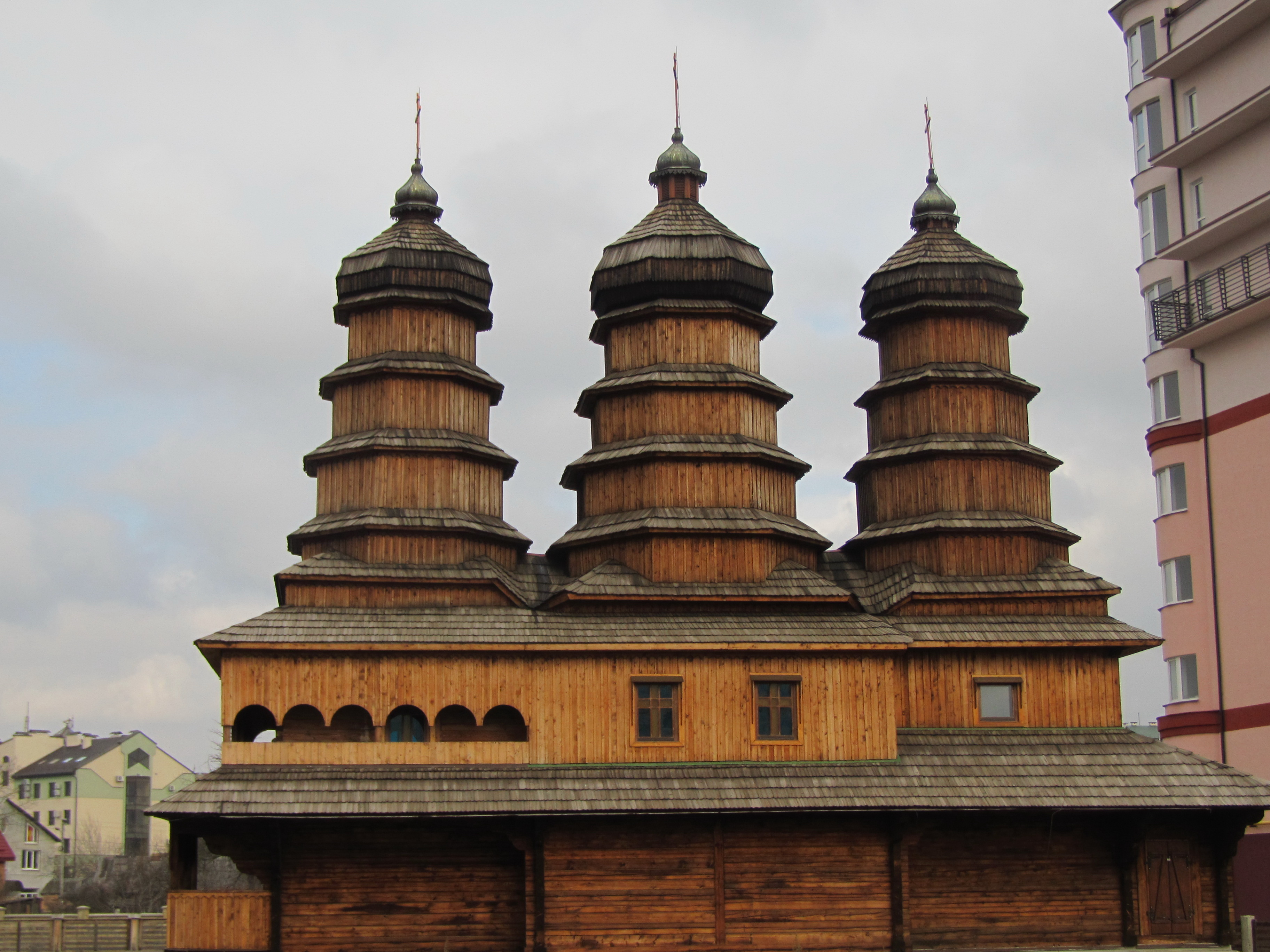
Храм Святого Духа
Українська гімназія №1
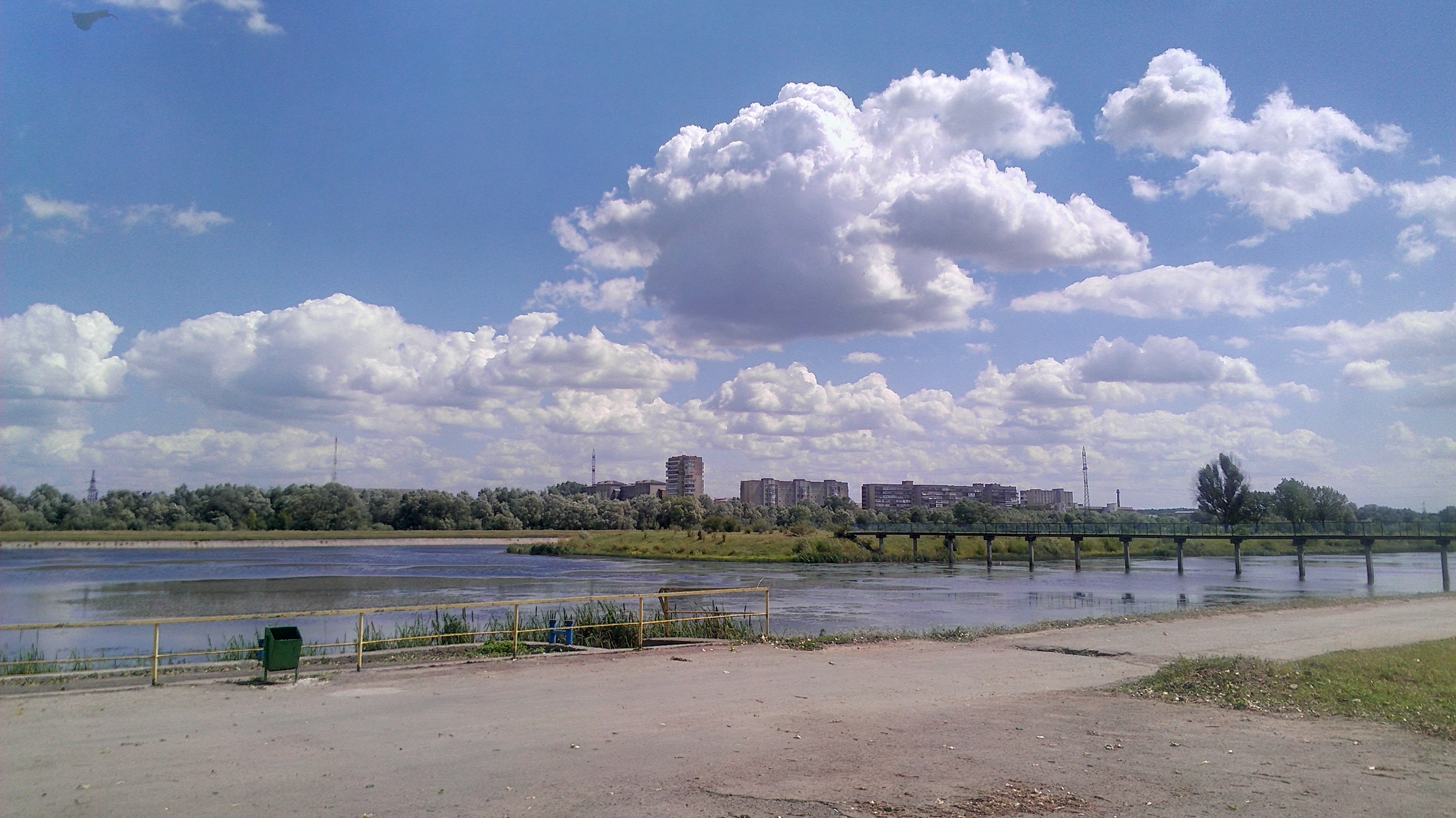
Німецьке озеро
Капличка